# Morainville-Jouveaux
Morainville-Jouveaux település Franciaországban, Eure megyében. Lakosainak száma 372 fő (2022. január 1.). Morainville-Jouveaux Asnières, Bailleul-la-Vallée, Fresne-Cauverville, Lieurey és Noards községekkel határos.

## Népesség
A település népességének változása:
| Lakosok száma | 393  | 278  | 301  | 360  | 385  | 375  | 372  | 369  | 368  | 372  |
|               | 1968 | 1982 | 1990 | 2006 | 2013 | 2015 | 2017 | 2019 | 2020 | 2022 |